# Ropica variegata
Ropica variegata là một loài bọ cánh cứng trong họ Cerambycidae.